# 江原由美子
江原 由美子（えはら ゆみこ、1952年10月29日 - ）は、日本の社会学者。日本を代表するフェミニストの一人として、日本のフェミニズム理論に大きな功績を残した人物である。
旧東京都立大学名誉教授。横浜国立大学教授を経て、大妻女子大学人間生活文化研究所特別研究員。2005年より社団法人神奈川人権センター理事長。専門は、女性学、ジェンダー論、理論社会学。博士（社会学）（東京大学・2002年）。神奈川県生まれ。

## 研究
1980年代に、キャリア初期の研究として、アルフレッド・シュッツの現象学的社会学に関する研究を行った。同じ時期に刊行された論考「差別の論理とその批判」は、「日本語圏の差別論にとって古典的な論文」と評されている。
1990年代、上野千鶴子の『家父長制と資本制』刊行をきっかけに生じた、マルクス主義フェミニズムをめぐる「文化派対物質派」論争において、ラディカル・フェミニズムの立場から上野千鶴子を批判した主要な論者の一人として知られる。
2001年刊行の『ジェンダー秩序』で、エスノメソドロジー、アンソニー・ギデンズの構造化理論、ピエール・ブルデューのハビトゥス論、レイウィン・コンネルのジェンダー理論を批判的に引き継ぎつつ、性支配の再生産を説明するためのジェンダー秩序のモデルを展開した。『ジェンダー秩序』は江原の理論的集大成と評されている。
この間に『フェミニズムの主張』シリーズの編者として論争的なテーマの論文集を複数刊行したり、日本のフェミニズムの見取り図を示した「日本のフェミニズム」「新編 日本のフェミニズム」シリーズの編者を務めるなどして、後続の若手研究者に大きな影響を与えた。

## 活動
日本社会学会理事や、日本学術会議第19〜21期会員を務めたほか、社団法人神奈川人権センター理事長や、多摩市男女共同参画社会推進協議会会長を歴任した。

## 批判
社会学者の山根純佳は、『ジェンダー秩序』は「日本において構造化論の理論枠組みを用いて性別分業の再生産について体系的に論じている唯一の議論」であるが、一方で「言説構造決定論」になっていると批判している。

## 略歴

### 学歴
- 1975年 東京大学文学部卒業
- 1979年 東京大学大学院社会学研究科社会学専攻博士課程中退
- 2002年東京大学より論文博士として博士（社会学）の学位を取得[3]

### 職歴
- 1979年 東京都立大学 (1949-2011)人文学部助手
- 1982年 お茶の水女子大学文教育学部専任講師
- 1986年 お茶の水女子大学文教育学部助教授
- 1992年 東京都立大学人文学部助教授
- 2001年 東京都立大学人文学部教授
- 2005年4月 首都大学東京都市教養学部教授
- 2009年5月 首都大学東京副学長（2015年3月まで）
- 2017年3月 首都大学東京退職
- 2017年3月 首都大学東京名誉教授
- 2017年4月 横浜国立大学教授

2022年度以降は大妻女子大学人間生活文化研究所特別研究員を務める。

#### 学外における役職
- 日本学術会議第一部幹事（第20期）
- 社団法人神奈川人権センター理事長[1]

## 著書

### 単著
- 『生活世界の社会学』（勁草書房、 1985年／オンデマンド版、2016年）
- 『女性解放という思想』（勁草書房、 1985年 ／オンデマンド版、2016年／筑摩書房、増補版 ちくま学芸文庫、2021年[10]）
- 『フェミニズムと権力作用』（勁草書房、 1988年／オンデマンド版、2016年）[11]
- 『ラディカル・フェミニズム再興』（勁草書房、 1991年／オンデマンド版、2013年）[6]
- 『装置としての性支配』（勁草書房、 1995年）
- 『フェミニズムのパラドックス――定着による拡散』（勁草書房、 2000年）
- 『ジェンダー秩序』（勁草書房、 2001年／新装版 2021年[12]）
- 『自己決定権とジェンダー』（岩波書店、 2002年／岩波人文書セレクション、2012年）
- 『持続するフェミニズムのために――グローバリゼーションと「第二の近代」を生き抜く理論へ』（有斐閣、2022年）[13]

### 共著
- （長谷川公一・山田昌弘・天木志保美・安川一・伊藤るり）『ジェンダーの社会学 ―― 女たち／男たちの世界』（新曜社、 1989年）
- （山田昌弘）『ジェンダーの社会学 ―― 女と男の視点からみる現代日本社会』（放送大学教育振興会、 1999年）
- （山田昌弘）『ジェンダーの社会学入門』（岩波テキストブックスα、岩波書店、2008年）ISBN 978-4-00-028048-8
- （加藤秀一、左古輝人、三部倫子、須永将史、林原玲洋）『争点としてのジェンダー 交錯する科学・社会・政治』（ハーベスト社、2019年）ISBN 978-4-86339-111-6

### 編著
- 『フェミニズム論争 ―― 70年代から90年代へ』（勁草書房, 1990年）
- 『フェミニズムの主張』（勁草書房, 1992年）
- 『フェミニズムの主張（2）性の商品化』（勁草書房, 1995年）
- 『フェミニズムの主張（3）生殖技術とジェンダー』（勁草書房, 1996年）
- 『フェミニズムの主張（4）性・暴力・ネーション』（勁草書房, 1998年）
- 『フェミニズムの主張（5）フェミニズムとリベラリズム』（勁草書房, 2001年）

### 共編著
- （山岸健）『現象学的社会学――意味へのまなざし』（三和書房, 1985年）
- （井上輝子）『女性のデータブック――性・からだから政治参加まで』（有斐閣, 1991年）
- （金井淑子）『フェミニズム』（新曜社, 1997年）
- （井上輝子・上野千鶴子・大沢真理・加納実紀代）『岩波女性学事典』（岩波書店, 2002年）
- （金井淑子）『フェミニズムの名著 50』（平凡社, 2002年）
- （天野正子・伊藤公雄・伊藤るり・井上輝子・上野千鶴子・大沢真理・加納実紀代）『新編 日本のフェミニズム』全12巻（岩波書店、2009年〜2011年）

### 監修
- 社団法人神奈川人権センター編『新・21世紀の人権』（日本評論社、2021年）

### 訳書
- アンソニー・ギデンズ『社会理論の現代像――デュルケム, ウェーバー, 解釈学, エスノメソドロジー』（みすず書房、1986年）
- ナタリー・ソコロフ『お金と愛情の間――マルクス主義フェミニズムの展開』（勁草書房，1980=1987年、藤崎宏子・岩田知子・紙谷雅子・竹中千香子との共訳）
- ヴァレリー・ブライソン『争点・フェミニズム』（監訳／勁草書房、2004年）